# 战国无双3
《战国无双3》是由光荣和Omega Force开发的战国无双系列的正统第三续作。本作以三大故事為主軸，分別是以武田信玄等人為主的《關東三國志》，織田信長等人為主的《戰國三傑》，石田三成等人為主的《關原的年輕武者》，豐富遊戲內的劇情。

## 新增角色
此部份專門介紹角色，欲知武器情報、奧義字或擅長攻擊類型等，請至戰國無雙系列
| 人物名稱   | 聲優         | 備註                                                 |
| 加藤清正   | 杉田智和     |                                                      |
| 黑田官兵衛 | 高塚正也     |                                                      |
| 立花宗茂   | 東地宏樹     |                                                      |
| 甲斐姬     | 鈴木真仁     |                                                      |
| 北条氏康   | 石塚運昇     |                                                      |
| 竹中半兵衛 | 庄司宇芽香   |                                                      |
| 毛利元就   | 石川英郎     |                                                      |
| 綾御前     | 庄司宇芽香   | 完成特定條件可使用外觀模組，猛將傳改為玩家可操作武將 |
| 福島正則   | 藤本たかひろ | 完成特定條件可使用外觀模組，猛將傳改為玩家可操作武將 |
| 女忍者     | 永島由子     | 2代未登場，3代重新上陣                               |
| 加西亞     | 鹿野潤       | 猛將傳重新登場                                       |

## 移除角色
- 宮本武藏
- 佐佐木小次郎

## 聲優相關
1.由於鄉里大輔先生因故去世，不得不尋找其他聲優接手。從猛將傳 and Z開始。
- 武田信玄 (CV：大友龍三郎)
- 旁白 (CV：石塚運昇)

2.戰國無雙 編年史的原創男女主角亦有專屬聲優。
- 男主角 (CV：神谷浩史)
- 女主角 (CV：庄司宇芽香)

## CG影片中重要NPC

### 本體、猛將傳 & Z
| 人物名稱   | 登場故事               | 登場影片       |
| 齋藤龍興   | 竹中半兵衛之章         | 稻葉山城奪取   |
| 毛利輝元   | 毛利元就之章、阿國之章 | 謀士復活、同行 |
| 吉川元春   | 毛利元就之章           | 謀士復活       |
| 小早川隆景 | 毛利元就之章           | 謀士復活       |
| 細川忠興   | 加西亞之章             | 哀別、溫柔之世 |

### Empires
| 人物名稱   | 登場戰史        |
| 武田信虎   | 武田家-武田信玄 |
| 毛利隆元   | 毛利家-毛利元就 |
| 吉川元春   | 毛利家-毛利元就 |
| 小早川隆景 | 毛利家-毛利元就 |
| 山中幸盛   | 毛利家-毛利元就 |
| 島津義久   | 島津家-島津義弘 |
| 島津歲久   | 島津家-島津義弘 |
| 島津家久   | 島津家-島津義弘 |

## 村雨城模式角色
此模式是任天堂遊戲謎之村雨城改編的新增模式。
| 人物名稱 | 聲優     | 備註                           |
| 鷹丸     | 岡本寬志 | 完成特定條件可在模擬演武中使用 |
| 青雨城主 |          | 完成特定條件可使用外觀模組     |
| 赤雨城主 |          | 完成特定條件可使用外觀模組     |
| 綠雨城主 |          | 完成特定條件可使用外觀模組     |
| 桃雨城主 |          | 完成特定條件可使用外觀模組     |

## 地圖場景
本作中共有20張戰場地圖（不含村雨城），後來發行的猛將傳再新增3張戰場地圖。但遊戲內戰役數量繁多，部分地圖會有兼用的狀況，戰役虛實則是以光榮發行的2本「戰國無雙3 人物真書」內容為主，以下是相關介紹。
（注：前方加☆者為猛將傳新增關卡及地圖。）
| 場景主要名稱 | 相關戰役名稱                                  | 其他使用場景1 | 相關戰役名稱             | 其他使用場景2 | 相關戰役名稱                                   | 其他使用場景3 | 相關戰役名稱                     | 其他使用場景4 | 相關戰役名稱           |
| 山城         |                                               | 美濃          | 稻葉山城之戰             | 伏見          | 伏見城之戰 ☆加西亞脫出戰（虛構戰役）           | 河越          | 河越夜戰                         | 上月城        | 上月城之戰（虛構戰役） |
| 桶狹間       | 桶狹間之戰 ☆桶狹間蹴鞠戰                      | 三增峠        | 三增峠之戰               | 沼田          | 沼田城之戰（虛構戰役）                         | 甲斐          | 天正壬午之亂                     |               |                        |
| 森林         |                                               | 金崎          | 金崎撤退戰               | 伊賀          | 伊賀跨越                                       | 中國          | 中國防衛戰（虛構戰役）           |               |                        |
| 山           |                                               | 九州          | 九州征伐                 | 長谷堂        | 長谷堂之戰                                     | 小谷城        | 小谷城之戰                       |               |                        |
| 手取川       | 手取川之戰                                    | 駿河          | 駿相之戰（虛構戰役）     | 杭瀨川        | 杭瀨川之戰                                     |               |                                  |               |                        |
| 石垣原       | 石垣原之戰 石垣原撤退戰                       | 九州          | 立花救援戰（虛構戰役）   | 奧洲          | 葛西大崎一揆                                   | 中國          | 中國攻略 ☆西國蹴鞠戰（虛構戰役） |               |                        |
| 川中島       | 川中島之戰                                    | 利根川        | 利根川之戰（虛構戰役）   | 小田原        | 關東防衛戰（虛構戰役） ☆東國蹴鞠戰（虛構戰役） |               |                                  |               |                        |
| 三方原       | 三方原之戰 三方原決戰（虛構戰役）             | 駿河          | 駿河侵攻                 |               |                                                |               |                                  |               |                        |
| 賤岳         | 賤岳之戰 賤岳決戰（虛構戰役）                 | 余吳          | 余吳湖畔決戰（虛構戰役） |               |                                                |               |                                  |               |                        |
| 忍           | 忍城攻略                                      | 大津          | 大津城之戰               |               |                                                |               |                                  |               |                        |
| 本能寺       | 本能寺之變                                    | 京            | 三成救出戰（虛構戰役）   |               |                                                |               |                                  |               |                        |
| 上田         | 上田城之戰                                    |               |                          |               |                                                |               |                                  |               |                        |
| 木津川口     | 木津川口之戰                                  |               |                          |               |                                                |               |                                  |               |                        |
| 小牧長久手   | 小牧長久手之戰                                |               |                          |               |                                                |               |                                  |               |                        |
| 小田原       | 關東出兵 小田原討伐 ☆小田原蹴鞠戰（虛構戰役） |               |                          |               |                                                |               |                                  |               |                        |
| 關原         | 關原之戰 關原突破戰                           |               |                          |               |                                                |               |                                  |               |                        |
| 大坂         | 大坂之陣 ☆大坂蹴鞠之陣（虛構戰役）            |               |                          |               |                                                |               |                                  |               |                        |
| 長篠         | 長篠之戰 長篠決戰                             |               |                          |               |                                                |               |                                  |               |                        |
| 姉川         | 姉川之戰 姉川決戰（虛構戰役）                 |               |                          |               |                                                |               |                                  |               |                        |
| 山崎         | 山崎之戰 山崎決戰（虛構戰役）                 |               |                          |               |                                                |               |                                  |               |                        |
| ☆越後        | ☆御館之亂                                     |               |                          |               |                                                |               |                                  |               |                        |
| ☆出雲        | ☆創史演武專用地圖                             |               |                          |               |                                                |               |                                  |               |                        |
| ☆甲賀        | ☆創史演武專用地圖                             |               |                          |               |                                                |               |                                  |               |                        |

## 戰國無雙3 猛將傳
- 福島正則和綾御前轉為玩家可操作角色且武器和動作模組改變，加西亞回歸。
- 無雙演武增加10個傳，即3個新角色的和本傳7個沒有無雙演武的角色的。
- 村雨城模式可連線。
- 增加天國與修羅難度。
- 增加地圖三張「越後」（無雙、模擬、創史演武皆有）、「出雲」（創史演武限定）、「甲賀」（創史演武限定）。
- 武将屋敷追加武將鑒賞。
- 石高上限突破999。
- 無雙演武和模擬演武的準備界面，可以搭配指定的攜帶道具。
- 可以改造武器的技能，追加改造武器用的5種素材。
- 增加創史演武，类似于戰國無雙2猛將傳的“傭兵演武”。本傳的稀有防具也可在創史演武中獲得。創史演武的人物的等級、武器、防具獨立于無雙演武和模擬演武，但是獲得的武器、防具、素材可以繼承到無雙演武和模擬演武中。
- 增加第二稀有武器。獲得方法是修羅難度下指定的關卡全部擊破效果達成clear。特點是每個武器帶的指定武器技能都是3級，每100人擊破發動陣太鼓，可以進行最多5次的改造。另外本傳沒有無雙模式的7人不可在模擬演武指定的關卡去獲得第一秘藏武器。
- 增加可以強化、改造3次的第三稀有防具，需要在創史演武中獲得。
- 增加“腕試”，類似于真三國無雙系列的挑戰模式，有以下內容：

劍豪：成績取決于限定時間內擊破敵數的多寡。
踏破：在指定的地圖內，成績取決於到達天守所花費的時間。
飛沫：成績取決於限定時間內，將敵人擊落水中所獲得的點數的多寡。
- 建立存檔時可以繼承本傳的資料，通過Mixjoy可以玩本傳的關卡、村雨城模式、戰國史模式（需要購買解鎖）。

## 戰國無雙3 Z
合併本篇和猛將傳的內容，村雨城模式剔除，戰國史模式可直接遊玩。

## 戰國無雙3 Empires
主打兩大模式「戰史演武」&「爭霸演武」。
- 「戰史演武」即為各大名家的故事模式，共有10個勢力可供選擇，每個勢力故事都分成4個章節。

1. 織田家－織田信長
2. 豐臣家－豐臣秀吉
3. 德川家－德川家康
4. 武田家－武田信玄
5. 上杉家－上杉謙信
6. 北條家－北條氏康
7. 毛利家－毛利元就
8. 長宗我部家－長宗我部元親
9. 島津家－島津義弘
10. 伊達家－伊達政宗

- 「爭霸演武」則類似前作2代Empires的遊戲模式，從25國以上的大名家選擇自己喜歡的大名進行遊玩，目標天下統一。
  - 五個正篇分別是：1560年桶狹間、1582年本能寺、1584年小牧長久手、1600年關原和1560年的無雙集結
  - 之後的四個DLC篇章分別為：1555年嚴島、1567年信長天下布武、1599年詳錄關原和1560年的群雄無雙。

## 音樂情報
雪月花 -The end of silence-
演唱：GACKT
斬〜ZAN〜
演唱：GACKT

## 主要作品
- 戰國無雙3（Wii），2009年12月3日發售。
- 戰國無雙3 猛將傳（Wii），2011年2月10日發售。
- 戰國無雙3 Z（PS3），2011年2月10日發售。
- 戰國無雙3 Empires （PS3），2011年8月25日發售。
- 戰國無雙3 Z Special（PSP），2012年2月16日發售。

## 延伸作品
- 戰國無雙 編年史（N3DS），2011年2月26日發售。
- 無雙OROCHI 2（PS3、Xbox360），2011年12月22日發售。
- 戰國無雙 編年史 2nd（N3DS），2012年9月13日發售。

## 外傳作品
- Pokémon+信長之野望

## 內容註釋
1. ↑  加西亞的確有被作為人質之事，但實際上並沒有逃走，而是不想給細川忠興負擔選擇自殺。
2. ↑  歷史上確實有上月城之戰，但與本作無關。
3. ↑  其實是真田昌幸想要看孫子但被稻姬阻擋在城外的事件，作品中誇大成為一場戰事，取代該時段發生的第二次上田城之戰。
4. ↑  此為日本古時山陰、山陽地區的統稱，與今日的中國無關。下方中國攻略的中國亦是一樣。
5. ↑  駿為駿河地區，相為相模地區。
6. ↑  實有此事，但與上杉謙信無關，此事件今川家的史實上當主為今川氏真非今川義元。
7. ↑  作品內的交鋒時間是第一次木津川口之戰的時間（1576年），但劇情走向是第二次木津川口之戰（織田軍有鐵甲船）。此事件時期毛利元就史實上已過世，並沒有隱居又復出這回事。
8. ↑  此事件北條家史實上的負責者為北條氏政、北條氏直父子非北條氏康。